# Trelleborgs distrikt
Trelleborgs distrikt är ett distrikt i Trelleborgs kommun och Skåne län. 
Distriktet ligger i och omkring Trelleborg. 

## Tidigare administrativ tillhörighet
Distriktet inrättades 2016 och utgörs av en del av det området som Trelleborgs stad omfattade till 1971, delen som staden omfattade till 1967 utgjorde och där 1908 Trelleborgs socken införlivats.
Området motsvarar den omfattning Trelleborgs församling hade 1999/2000 och som bildats 1908 när stads- och landsförsamlingarna slogs samman.